# Xã Pleasant, Quận Fulton, Illinois
Xã Pleasant (tiếng Anh: Pleasant Township) là một xã thuộc quận Fulton, tiểu bang Illinois, Hoa Kỳ. Năm 2010, dân số của xã này là 744 người.